# 순위 정하는 여자
《순위 정하는 여자》(약칭 순정녀)는 QTV에서 방송한 토크쇼 형식의 예능 프로그램이다. 10명의 여성 연예인들이 출연하여 매 회 정하여진 주제로 각자의 이미지를 순위로 매기고, 각 회 발표자의 순위와 일반인 순위가 일치하는지를 가렸다. 보조 코너로 '붐업 포토/동영상', '순위 속 토크' 등이 있었다.

## 출연진
MC
- 메인MC : 이휘재
- 보조MC : 붐(1~2회, 85~94회), 데니안(3~4회, 53~83회), 김태현(5~6회), 윤정수(8~29회), 이준(31~34회), 이지훈(35~44회, 46~49회), 황광희(45회), 마르코(51~52회)

패널
- 현영, 이인혜, 김새롬, 김정민, 정주리, 김나영, 이지혜, 김현숙, 신지, 강은비, 강예빈, 김가연, 김정난, 김준희, 솔비, 안선영, 양미라, 에이미, 유지연, 정가은, 조향기, 채연, 한영, 홍진영, 성은, 이유진, 백보람, 구지성, 이해인, 이지현, 곽현화, 박효주, 김혜진, 서효명, 조민서, 박영린, 민영원, 낸시랭, 이화선 등

## 회차정보

### 시즌1 (제1회~제30회)
- 제1회 (2009년11월12일) - 애인과 헤어지면 복수할 것 같은 여자
- 제2회 (2009년11월19일) - 애인을 소개시켜 주면 빼앗길 것 같은 여자
- 제3회 (2009년11월26일) - 스킨십 진도를 빨리 나갈 것 같은 여자
- 제4회 (2009년12월3일) - 결혼하면 1년 안에 이혼할 것 같은 여자
- 제5회 (2009년12월10일) - 남자 앞에서 여우짓 잘할 것 같은 여자
- 제6회 (2009년12월17일) - 가장 닮고 싶지 않은 여자
- 제7회 (2009년12월24일) - 미방영분 스페셜
- 제8회 (2009년12월31일) - 서울에 올라왔을 때 머물고 싶은 여자의 집
- 제9회 (2010년1월7일) - 쿨한 척 하지만 뒤끝이 심할 것 같은 여자
- 제10회 (2010년1월14일) - 전생에 공주였을 것 같은 여자
- 제11회 (2010년1월21일) - 남자를 질리게 할 것 같은 여자
- 제12회 (2010년1월28일) - 우리 오빠에게 소개시켜 주고 싶은 여자
- 제13회 (2010년2월4일) - 직장상사로 모시고 싶지 않은 여자
- 제14회 (2010년2월11일) - 미방영분 스페셜
- 제15회 (2010년2월18일) - 가장 꼬시기 쉬운 여자
- 제16회 (2010년2월25일) - 현재 숨겨놓은 남자가 있을 것 같은 여자
- 제17회 (2010년3월4일) - 남자에게 퇴짜를 가장 많이 맞을 것 같은 여자
- 제18회 (2010년3월11일) - 연예인이라고 싸가지없게 굴 것 같은 여자
- 제19회 (2010년3월18일) - 19금 과외를 잘해줄 것 같은 여자
- 제20회 (2010년3월25일) - 사랑보다 돈을 택할 것 같은 여자
- 제21회 (2010년4월1일) - 내 딸로 삼고 싶지 않은 여자
- 제22회 (2010년4월8일) - 단 둘이 술 한잔 하고 싶은 여자
- 제23회 (2010년4월15일) - 미방영분 스페셜
- 제24회 (2010년4월22일) - 사귀면 여자에게 못되게 굴 것 같은 남자 (※순위 정하는 남자 특집)
- 제25회 (2010년4월29일) - 자기 주제파악 못할 것 같은 여자
- 제26회 (2010년5월6일) - 외모 콤플렉스가 가장 심할 것 같은 여자
- 제27회 (2010년5월13일) - 아이돌과 사귀면 용서할 수 없을 것 같은 여자
- 제28회 (2010년5월20일) - 가장 절친으로 삼고 싶지 않은 여자
- 제29회 (2010년5월27일) - 진실한 사랑을 못해 봤을 것 같은 여자
- 제30회 (2010년6월3일) - 미방영분 스페셜

### 시즌2 (제31회~제50회)
- 제31회 (2010년7월8일) - 내 하녀로 들이고 싶지 않은 여자
- 제32회 (2010년7월15일) - 거짓눈물을 가장 많이 흘릴 것 같은 여자
- 제33회 (2010년7월22일) - 남자 없이는 단 하루도 못살 것 같은 여자
- 제34회 (2010년7월29일) - 연예인으로 인정하고 싶지 않은 여자
- 제35회 (2010년8월5일) - 내 애인의 바람 상대로 가장 기분 나쁠 것 같은 여자
- 제36회 (2010년8월12일) - 남 잘되는 꼴은 절대 못볼 것 같은 여자
- 제37회 (2010년8월19일) - 사귀면 물귀신처럼 달라붙을 것 같은 여자
- 제38회 (2010년8월26일) - 여행지에서 작업하면 쉽게 넘어올 것 같은 여자
- 제39회 (2010년9월2일) - 2세를 함께 만들고 싶지 않은 여자
- 제40회 (2010년9월9일) - 키스신을 함께 찍고 싶은 여자
- 제41회 (2010년9월16일) - 부킹해 주면 욕먹을 것 같은 여자
- 제42회 (2010년9월23일) - 미방영분 스페셜
- 제43회 (2010년9월30일) - 해외진출하면 나라 망신시킬 것 같은 여자
- 제44회 (2010년10월7일) - 궁지에 몰리면 무슨 일이든 할 것 같은 여자
- 제45회 (2010년10월14일) - 내 여자로 만들고 싶지 않은 여자
- 제46회 (2010년10월21일) - 첫인상이 가장 안 좋은 여자
- 제47회 (2010년10월28일) - 혼자 늙어 죽더라도 결혼하기 싫은 여자
- 제48회 (2010년11월4일) - 여자 대통령으로 가장 잘 어울릴 것 같은 여자
- 제49회 (2010년11월11일) - 스캔들 나면 가장 창피할 것 같은 여자
- 제50회 (2010년11월18일) - 미방영분 스페셜

### 시즌3 (제51회~제73회)
- 제51회 (2011년1월6일) - 자신과 몸을 바꾸고 싶은 여자
- 제52회 (2011년1월13일) - 청담동 며느리로 들어가면 한달 안에 쫓겨날 것 같은 여자
- 제53회 (2011년1월20일) - 매니저들이 재계약하기 꺼려할 것 같은 여자
- 제54회 (2011년1월27일) - 총각보다는 품절남들이 더 좋아할 것 같은 여자
- 제55회 (2011년2월3일) - 미방영분 스페셜
- 제56회 (2011년2월10일) - 겉보기와 다르게 야한 생각을 많이 할 것 같은 여자
- 제57회 (2011년2월17일) - 우리 엄마가 아니었으면 하는 여자
- 제58회 (2011년2월24일) - 자기도 모르게 따돌림 당하고 있을 것 같은 여자
- 제59회 (2011년3월3일) - 내 남자의 뒤를 캐낼 것 같은 여자
- 제60회 (2011년3월10일) - 가장 비참한 방법으로 이별통보 받을 것 같은 여자
- 제61회 (2011년3월17일) - 술에 취해 낯선 장소에서 깰 것 같은 여자
- 제62회 (2011년3월24일) - 외국인 남자가 뽑은 가장 탐나는 여자
- 제63회 (2011년3월31일) - 불의는 참아도 불이익은 못 참을 것 같은 여자
- 제64회 (2011년4월7일) - 남자와 여행을 가도 아무 일 없을 것 같은 여자
- 제65회 (2011년4월14일) - 몸에 헛돈 쓴 것 같은 여자
- 제66회 (2011년4월21일) - 애인 앞에서 방귀를 가장 먼저 틀 것 같은 여자
- 제67회 (2011년4월28일) - 첫사랑에게 최악으로 기억될 것 같은 여자
- 제68회 (2011년5월5일) - 엄마에게 말못할 비밀이 가장 많을 것 같은 여자
- 제69회 (2011년5월12일) - 연하남 킬러일 것 같은 여자
- 제70회 (2011년5월19일) - 까도 까도 알 수 없을 것 같은 최고의 양파녀
- 제71회 (2011년5월26일) - 남자들이 왜 좋아하는지 이해가 안 가는 여자
- 제72회 (2011년6월2일) - 미방영분 스페셜
- 제73회 (2011년6월9일) - 미방영분 스페셜

### 시즌4 (제74회~제94회)
- 제74회 (2011년6월30일) - 어떤 남자도 해제시킬 수 있을 것 같은 여자
- 제75회 (2011년7월7일) - 나 갖긴 싫지만 남 주긴 아까운 여자
- 제76회 (2011년7월14일) - 전 재산을 바쳐서라도 함께 휴가를 떠나고 싶은 여자
- 제77회 (2011년7월21일) - 귀신을 보고도 눈 하나 깜짝 안할 만큼 기 센 여자
- 제78회 (2011년7월28일) - 내 남자가 바람피워도 눈 딱 감고 넘어갈 것 같은 여자
- 제79회 (2011년8월4일) - 성공을 위해서 무슨 짓이든 할 것 같은 여자
- 제80회 (2011년8월11일) - 싸움을 제일 잘할 것 같은 여자
- 제81회 (2011년8월18일) - 자기도취가 가장 심할 것 같은 여자
- 제82회 (2011년8월25일) - 가장 친구하기 싫은 여자
- 제83회 (2011년9월1일) - 지치고 힘들 때 위로받고 싶은 여자
- 제84회 (2011년9월8일) - 미방영분 스페셜
- 제85회 (2011년9월22일) - 초소에서 밤근무 설때 가장 생각날 것 같은 여자
- 제86회 (2011년9월29일) - 결혼은 no, 연애만 하고 싶은 여자
- 제87회 (2011년10월6일) - 남자들이 술자리에 가장 부르기 싫을 것 같은 여자
- 제88회 (2011년10월13일) - 가장 불쌍하게 늙어갈 것 같은 여자
- 제89회 (2011년10월20일) - 무식해서 홀딱 깰 것 같은 여자
- 제90회 (2011년10월27일) - 키스할 때 입 냄새 날 것 같아 꺼려지는 여자
- 제91회 (2011년11월03일) - 하룻밤의 만남으로도 평생 못 잊을 것 같은 여자
- 제92회 (2011년11월10일) - 부모님께 데려가면 문전박대 당할 것 같은 여자
- 제93회 (2011년11월17일) - 김태희처럼 성형한다면 견적이 많이 나올 것 같은 여자
- 제94회 (2011년11월24일) - 일처다부제가 된다면 가장 많은 남편을 둘 것 같은 여자